# Lucjusz Memmiusz
Lucius Memmius – mówca i polityk rzymski z I w. p.n.e.
Lucjusz Memmiusz był młodszym bratem Gajusza Memmiusza trybuna ludowego w 111 p.n.e. W 90 p.n.e. został uznany za winnego i skazany na wygnanie razem z Lucjuszem Kalpurniuszem Bestią, konsulem w 111 p.n.e. i Gajuszem Aureliuszem Kottą, na podstawie Lex Varia de Maiestate powstałego na wniosek Kwintusa Wariusza Sewerusa Hybrydy, trybuna ludowego w tymże roku. Ustawa ta została podjęta w celu oskarżenia tych, którzy pomagali sprzymierzeńcom w wojnie z Rzymem. W 89 p.n.e. został trybunem ludowym. Prowadził działalność jako mówca i polityk w okresie walk Sulli ze stronnikami Mariusza w latach 87-81 p.n.e. Na podstawie opinii Cycerona wydaje się, że był stronnikiem Mariusza. Był teściem Gajusza Skryboniusza Kuriona.

## Źródła
- Appian z Aleksandrii: Historia rzymska. Tłumaczenie i opracowanie Ludwik Piotrowicz. Wrocław: Zakład Narodowy im. Ossolińskich, 2004. ISBN 83-04-04710-1. Brak numerów stron w książce
- Cyceron: Brutus, czyli o sławnych mówcach. Przełożyła, wstępem i przypisami opatrzyła Magdalena Nowak. Warszawa: Prószyński i S-ka, 2008. ISBN 978-83-7469-809-2. Brak numerów stron w książce